# Elongazione

## Astronomia

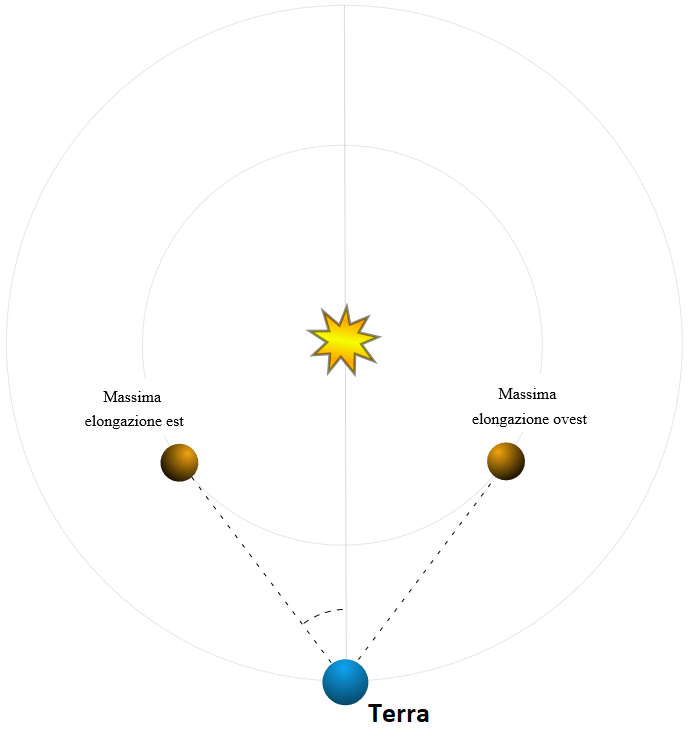
L'immagine mostra le due massime elongazioni di un pianeta interno all'orbita terrestre, quale può essere Venere o Mercurio.

In astronomia, l'elongazione di un pianeta è data dall'angolo formato tra il Sole e il pianeta, visto dalla Terra; l'elongazione di una cometa è la distanza angolare fra la cometa ed il Sole, rispetto alla Terra.

### Elongazione minima e massima
Quando un pianeta interno (Mercurio o Venere) è visibile dopo il tramonto, si dice che è vicino alla sua massima elongazione est.

Viceversa, quando un pianeta interno è visibile prima dell'alba, si dice che è vicino alla sua massima elongazione ovest.
Il valore della massima elongazione (ovest o est), per Mercurio, è compreso fra 18° e 28°, per Venere tra 45° e 47°.
Questi valori variano perché le orbite dei pianeti sono ellittiche: sarebbero costanti se fossero circolari. Un altro contributo, seppur su scala minore, a questa variazione è dovuto alla differente inclinazione dei due pianeti fra di loro e rispetto al piano dell'eclittica.
Per quanto riguarda le massime elongazioni storiche dei due pianeti è possibile consultare appositi siti che riportano le tavole astronomiche relative all'evento. 
Nel 2009, Venere ha avuto la sua massima elongazione est il 14 gennaio e la sua massima ovest il 5 giugno. Per Mercurio, rispettivamente la massima elongazione est si è verificata nei giorni 4 gennaio, 26 aprile, 24 agosto e 19 dicembre, e quella ovest invece si è verificata nei giorni 13 febbraio, 13 giugno, 13 ottobre e il 27 gennaio 2010.

### Periodo di elongazione
L'evento di massima elongazione dei pianeti interni accade periodicamente, con le due rispettive elongazioni (est e ovest) che si alternano fra loro. Il periodo con il quale ricorrono le massime elongazioni dipende dalla velocità angolare relativa del pianeta rispetto alla Terra, vista dal sole. Il tempo necessario a completare il suddetto periodo è detto periodo sinodico del pianeta.
Detto T il periodo (ad esempio il tempo che intercorre fra due successive elongazioni orientali), ω la velocità angolare relativa, ωe la velocità angolare della Terra e ωp la velocità angolare del pianeta, si ha:
{\displaystyle T={2\pi  \over \omega }={2\pi  \over \omega _{p}-\omega _{e}}={2\pi  \over {2\pi  \over T_{p}}-{2\pi  \over T_{e}}}={T_{e} \over {T_{e} \over T_{p}}-1}}
Dove Te e Tp sono rispettivamente i periodi della Terra e del relativo pianeta, o meglio i loro rispettivi anni siderali (periodo di rivoluzione attorno al sole).
Per esempio, l'anno venusiano (o periodo siderale venusiano) è di 225 giorni, e quello della terra è notoriamente di 365 giorni. Dunque il periodo sinodico di Venere (ipotizzando per semplicità entrambe le orbite di Venere e della Terra perfettamente circolari e complanari), è di 584 giorni, che è poi il tempo che intercorre fra due elongazioni dello stesso orientamento: questo vuol dire che deve passare più di un anno affinché Venere possa esser vista, ad esempio, dopo il tramonto, che è un orario comodo per le osservazioni.
Questo valore è approssimato perché le orbite non sono né perfettamente circolari, né tanto meno complanari. Peraltro, in virtù della III legge di Keplero, quando un pianeta è prossimo al Sole si muove più velocemente di quando ne è più lontano, senza ignorare peraltro il contributo dovuto ai moti di precessione (che incidono in maniera molto minore, pressoché trascurabile), per cui la determinazione esatta della data e dell'ora delle elongazioni richiede una più accurata analisi delle rispettive meccaniche orbitali dei pianeti interni e della terra.

### Elongazione dei pianeti esterni
Pianeti esterni, Pianeti nani e asteroidi seguono dei cicli differenti. Dopo una congiunzione superiore, l'elongazione dell'orbita dell'oggetto continua ad aumentare fino a quando non si avvicina a un valore massimo superiore a 90° (impossibile per un pianeta interno), tipicamente molto più vicino a 180°, fenomeno conosciuto in meccanica celeste come opposizione, che permette in pratica al pianeta stesso di essere visibile durante tutta la notte e corrisponde a una congiunzione eliocentrica con la Terra. In altre parole, per un osservatore solidale a un pianeta esterno in opposizione con la Terra, la Terra appare in congiunzione inferiore con il Sole. Tecnicamente, l'istante esatto di opposizione è leggermente diverso dal relativo istante di massima elongazione. L'opposizione è definita come l'istante nel quale la longitudine ellittica apparente del pianeta esterno e quella del Sole differiscono fra loro di 180º; questa definizione non tiene conto del fatto che le orbite non sono complanari. Per esempio, l'orbita di Plutone, oltre che essere fortemente eccentrica, è anche molto inclinata rispetto al piano dell'eclittica, in modo da avere la massima elongazione per un angolo molto minore di 180º, cioè molto prima dell'opposizione.
Tutti i pianeti superiori sono più facilmente visibili alla loro opposizione e sono visibili al di sopra dell'orizzonte per tutta la notte. La variazione nella magnitudine causata da variazioni nella elongazione sono maggiori quanto più l'orbita del pianeta è vicina a quella della Terra. Ad esempio la magnitudo di Marte cambia abbastanza significativamente in funzione dell'elongazione: può raggiungere un minimo di +1,8 durante una congiunzione prossima all'afelio, ma in rare opposizioni più favorevoli, può scendere fino a -2,9, cioè 75 volte più luminosa che al valore minimo. La massima e la minima luminosità di Giove differiscono solo di un fattore 3,3, ancor meno per Urano - che è il più lontano pianeta del sistema solare ancora osservabile ad occhio nudo- la cui differenza di magnitudo si aggira intorno a 1,7 volte.
Poiché alcuni asteroidi hanno un'orbita non molto più grande di quella della terra, la loro magnitudo può variare fortemente durante l'elongazione. Anche se almeno una dozzina di oggetti della fascia principale possono essere osservati con un binocolo da 10x50 durante una tipica opposizione, solo Cerere e Vesta sono sempre al di sopra del limite di +9,5 a piccole elongazioni.

## Significato meccanico
In fisica e precisamente in meccanica, si definisce elongazione la distanza tra un corpo che oscilli di moto armonico e il centro dell'oscillazione. 
Un'oscillazione armonica è descritta dalla seguente equazione, considerata {\displaystyle x} la posizione lungo la direzione del moto, {\displaystyle A} l'ampiezza dell'oscillazione, {\displaystyle \omega =2\pi \nu } la pulsazione o velocità angolare (in cui {\displaystyle \nu } è la frequenza), {\displaystyle t} è il tempo, {\displaystyle \varphi _{0}} è l'angolo di fase iniziale, {\displaystyle t_{0}} il tempo iniziale e {\displaystyle x_{0}} la posizione centrale o centro dell'oscillazione (posizione nella quale l'energia cinetica del corpo è massima e la sua energia potenziale minima):
{\displaystyle x(t)=A\sin {\left(\omega {\left(t-t_{0}\right)}+\varphi _{0}\right)}+x_{0}}
dove sin rappresenta la funzione trigonometrica seno (che naturalmente potrebbe essere tranquillamente sostituita dalla funzione coseno).
L'elongazione istantanea sarà quindi data da {\displaystyle x(t)-x_{0}}.
Poiché il seno di un angolo può assumere valori compresi tra -1 e 1, la posizione {\displaystyle x} sarà sempre compresa tra {\displaystyle x_{0}-A} e {\displaystyle x_{0}+A}. La distanza massima sarà dunque {\displaystyle A} e cioè l'elongazione massima dell'oscillazione.